# Alemania en los Juegos Olímpicos de Tokio 2020
Alemania estuvo representada en los Juegos Olímpicos de Tokio 2020 por un total de 396 deportistas que compitieron en 31 deportes. Responsable del equipo olímpico fue la Confederación Alemana de Deportes Olímpicos, así como las federaciones deportivas nacionales de cada deporte con participación.
Los portadores de la bandera en la ceremonia de apertura fueron el saltador Patrick Hausding y la jugadora de vóley playa Laura Ludwig.

## Medallistas
El equipo olímpico de Alemania obtuvo las siguientes medallas:
| Nombre | Deporte               | Competición                  |
| --- | --------------------- | ---------------------------- |
| Oro |                       |                              |
| Malaika Mihambo | Atletismo             | Salto de longitud F          |
| Franziska Brauße Lisa Brennauer Lisa Klein Mieke Kröger | Ciclismo en pista     | Persecución por equipos F    |
| Jessica von Bredow-Werndl (TSF Dalera) | Hípica                | Doma individual              |
| Julia Krajewski (Amande de B'Neville) | Hípica                | Concurso completo individual |
| Dorothee Schneider (Showtime FRH) Isabell Werth (Bella Rose 2) Jessica von Bredow-Werndl (TSF Dalera)                                                                                           | Hípica                | Doma por equipos             |
| Aline Rotter-Focken | Lucha libre           | 76 kg F                      |
| Florian Wellbrock | Natación              | 10 km M                      |
| Max Rendschmidt Ronald Rauhe Tom Liebscher Max Lemke | Piragüismo            | K4 500 m M                   |
| Ricarda Funk | Piragüismo en eslalon | K1 F                         |
| Alexander Zverev | Tenis                 | Individual M                 |
| Plata |                       |                              |
| Jonathan Hilbert | Atletismo             | 50 km marcha M               |
| Kristin Pudenz | Atletismo             | Disco F                      |
| Lea Friedrich Emma Hinze | Ciclismo en pista     | Velocidad por equipos F      |
| Lukas Dauser | Gimnasia artística    | Paralelas M                  |
| Isabell Werth (Bella Rose 2) | Hípica                | Doma individual              |
| Eduard Trippel | Judo                  | –90 kg M                     |
| Max Hoff Jacob Schopf | Piragüismo            | K2 1000 m M                  |
| Jonathan Rommelmann Jason Osborne | Remo                  | Doble scull ligero (LM2X) M  |
| Johannes Weißenfeld Laurits Follert Olaf Roggensack Torben Johannesen Jakob Schneider Malte Jakschik Richard Schmidt Hannes Ocik Martin Sauer (t)                                               | Remo                  | Ocho con timonel (M8+) M     |
| Timo Boll Patrick Franziska Dimitrij Ovtcharov | Tenis de mesa         | Equipo M                     |
| Tina Lutz Susann Beucke | Vela                  | 49er FX F                    |
| Bronce |                       |                              |
| Anna-Maria Wagner | Judo                  | –78 kg F                     |
| Johannes Frey Karl-Richard Frey Jasmin Grabowski Katharina Menz Dominic Ressel Giovanna Scoccimarro Sebastian Seidl Theresa Stoll Martyna Trajdos Eduard Trippel Anna-Maria Wagner Igor Wandtke | Judo                  | Equipo mixto                 |
| Frank Stäbler | Lucha grecorromana    | 67 kg M                      |
| Denis Kudla | Lucha grecorromana    | 87 kg M                      |
| Florian Wellbrock | Natación              | 1500 m libre M               |
| Sarah Köhler | Natación              | 1500 m libre F               |
| Sebastian Brendel Tim Hecker | Piragüismo            | C2 1000 m M                  |
| Hannes Aigner | Piragüismo en eslalon | K1 M                         |
| Sideris Tasiadis | Piragüismo en eslalon | C1 M                         |
| Andrea Herzog | Piragüismo en eslalon | C1 F                         |
| Patrick Hausding Lars Rüdiger | Saltos                | Trampolín 3 m sincro. M      |
| Lena Hentschel Tina Punzel | Saltos                | Trampolín 3 m sincro. F      |
| Dimitrij Ovtcharov | Tenis de mesa         | Individual M                 |
| Michelle Kroppen Charline Schwarz Lisa Unruh | Tiro con arco         | Equipo F                     |
| Erik Heil Thomas Plößel | Vela                  | 49er M                       |
| Paul Kohlhoff Alica Stuhlemmer | Vela                  | Nacra 17 mixto               |